# С14
С14 (Січ, Сі4, Січ-C14) — українське праворадикальне громадське об'єднання, що декларує прихильність до українського націоналізму. Організація має на меті захист соціально-політичних та національних інтересів українців, провадить боротьбу проти проросійських сепаратистських структур та їх членів. За словами одного з лідерів об'єднання, Євгена Карася, близько 90 % членів організації — учасники новітньої російсько-української війни, ветерани військових формацій «Київ-2», «Гарпун», «ОУН», 54-го розвідувального батальйону, «ДУК ПС» та різних полків спеціального призначення.
Окремі дослідники, правозахисники та ЗМІ висловлюють думку про наявність в організації ознак неонацизму [⇨]. Представники об'єднання відкидають ці звинувачення та спростували в суді закид від «Громадського»[⇨]. Організація неодноразово здійснювала напади на лівих активістів, представників ЛГБТ-спільноти та ромів.
Крім безпосередньо самої «С14» як організації політичних активістів, до мережі входять ще кілька проєктів: «Освітня асамблея», «Спілка ветеранів війни з Росією», «Національний центр правозахисту», громадська організація «СІЧ-С14». Члени організації беруть участь в патрулюванні міської території Києва у складі волонтерської організації «Муніципальна варта» та підрозділів комунального підприємства «Муніципальна охорона». C14 проводила низку акцій та ініціатив: «Волонтерський центр С14», «Український мобілізаційний центр», люстраційний комітет «Ніколи знову», «Бойкот російського бізнесу», «Кубок молодого футболу», в тому числі акції прямої дії проти українофобів, комуністів, соціалістів, тощо[⇨].

## Історія

### Початок діяльності
Організація почала діяльність 2009 року з участі в протестах проти забудови громадського простору. Першою акцією став протест і сутички проти забудови в Києві на вул. Ахматової, 43-А. На той час якоїсь назви в організації ще не було.
Вперше заявили про себе як про окрему організацію на марші УПА 14 жовтня 2011 року.

### «Кастетна справа»
Через активну діяльність С14 на неї було скоєно низку замахів. У травні 2013-го, в Києві, спецгрупою МВС, в співпраці з «тітушками», скоєно близько двадцяти п'яти нападів на різних громадських активістів. У тому числі, сплутавши з Євгеном Карасем, зламали щелепу та пошкодили череп його брату — Володимиру Карасю. Так само помилковий напад стався на сусіда активіста Сергія Бондара у Василькові, поблизу Києва. Напади припинилися лише після того, як під час стеження і підготовки нападу на Андрія Медведька, активісти затримали і зняли на відео спецгрупу МВС[неавторитетне джерело].

### С14 на Майдані 2013—2014 років
С14 сформували сотню самооборони імені Святослава Хороброго, що в час революції базувалася в КМДА.
11 грудня 2013 року члени сотні утримували КМДА під час нападу «Беркуту».
Сотня брала участь у багаторазових партизанських вилазках проти тітушок та міліції. С14 прославилися своєю протидією тітушкам та затриманням декількох «ескадронів смерті» — спецгруп комбінованих з представників УБОП та управління оперативної служби («7-й відділ») МВС.
16 лютого 2014 року члени організації С14, очолювані Євгеном Карасем, біля КМДА здійснили напад на асистентів швейцарської журналістки та художниці Марі Басташевскі. За словами постраждалого Іллі Власюка, після побиття йому також погрожували пістолетом.
18 лютого 2014 року сотня самооборони Січі, на прохання медиків, захопила Центральний будинок офіцерів. Брали участь у боях біля Маріїнського парку та на Кріпосному провулку[джерело?].
Під час подій 18-21 лютого 2014 року, коли розпочалася стрільба з вогнепальної зброї, С14 відійшли з Майдану й переховувалися в посольстві Канади (що за 100 метрів від Майдану). Згодом Євген Карась пояснював це тим, що він вважав тоді, що Майдан приречений.

### Активісти С14 у війні на сході України
З початком бойових дій на Сході С14 розіслало декілька розвідувально-аналітичних груп у гарячі міста Сходу та Півдня України з метою оцінки стану справ[джерело?].
За словами Евгена Карася, активісти С14 перебували у складі підрозділів:
1. «ОУН»
2. «Київ-2»
3. «Гарпун»
4. «Азов»[відсутнє в джерелі]
5. ДУК
6. 54-й розвідувальний батальйон
7. «Миротворець»[відсутнє в джерелі]

Станом на 2015 рік, двоє активістів загинули у боях. Орест Квач загинув у боях під Луганськом в «Айдарі». Владислав Дюсов загинув поблизу Широкиного, служачи в «Азові».

### Справа Бузини
У червні 2015 року двох членів С14 — Андрія Медведька і Дениса Поліщука було заарештовано за підозрою у вбивстві Олеся Бузини. У грудні 2015 року суд змінив запобіжний захід щодо підозрюваних на домашній арешт. Станом на травень 2019 року розгляд справи судом не було завершено.

### Конфлікт із «Автономним опором» у Львові
Восени 2016 року С14 брали участь у конфліктній ситуації в спортивному комплексі, де тренувалися представники «Автономного Опору» у Львові.

### Незаконна каплиця УПЦ МП біля Десятинної церкви
25 січня 2018 року близько десятка представників радикальних організацій прийшли до Десятинної церкви УПЦ МП в Києві і почали зрізати «болгаркою» конструкції каплиці на її території. Про це написали представники С14 на своїй сторінці в Facebook[неавторитетне джерело]. В акції також брали участь представники організацій «Традиції і порядок» та «Сокіл». Тоді ж члени С14 заблокували офіс проросійської організації «Спілки православних журналістів» (СПЖ), де виявили склад сепаратистської літератури. Працівники СПЖ заявили, що після того, як дехто з активістів прорвався в офіс, зник жорсткий диск.

### Ліквідація табору ромів
16 квітня 2018 року представники «Муніципальної варти» Голосіївського району, серед яких були члени С14, пришли до ромського табору на Лисій горі у Києві з вимогою покинути його. 20 квітня 2018 року члени С14 прогнали з табору тих ромів, що там лишалися, після чого спалили його. За словами ромів, учасники С14 були з ножами та пістолетами, а в поліції на їхній дзвінок відповіли, що їм краще поїхати з Києва. Голова київської поліції Андрій Крищенко в інтерв'ю назвав дії С14 «суботником» та заявив, що вони лише спалили сміття.
Українська Гельсінська спілка, інші правозахисні організації та Уповноважений Верховної Ради України з прав людини засудили дії С14 і звернулися до поліції з вимогою розслідувати інцидент та до Голосіївської РДА з вимогою перевірити участь її працівників у подіях. 25 квітня з'явилося відео, як роми під час погрому тікають від групи осіб, названої С14. Після цього поліція почала розслідувати інцидент.
18 липня 2018 року координатор С14 Сергій Мазур, якому вручили підозру й призначили домашній арешт, заявив, що погром здійснили не члени С14, а працівники поліції, які прийшли в табір раніше. 30 жовтня 2018 року суд зняв звинувачення проти Мазура на підставі порушення процедури вручення підозри. Прокуратура Києва подала апеляцію, але станом на квітень 2019 року судове засідання переносилося 6 разів.

### Замах на координатора Січі
10 жовтня 2018 року було вчинено замах на координатора бориспільського осередку організації Сергія Мазура: до квартири було вкинуто вибуховий пристрій, внаслідок вибуху котрого серйозно постраждав батько активіста.

### Заочний арешт лідера
Наприкінці січня 2019 року Басманний суд Москви заочно заарештував лідера організації Євгена Карася — йому інкримінують напад на російське посольство в 2016 році.

## Напрями діяльності

### Громадська діяльність

#### Боротьба з незаконними забудовами
У 2009 році активісти організації брали участь у боротьбі з незаконними забудовами у Києві на вул. Ахматової, 43-А[неавторитетне джерело]. С14 склали найрадикальніше (в плані тактики) крило київської ініціативи «Збережи старий Київ». Їхня діяльність призвела до посилення суперечностей серед активістів ЗСК.
Серед протистоянь та боїв, у яких брали участь активісти організації: протистояння за Гостинний двір[неавторитетне джерело] (у рамках якого був проведений навіть архітектурний конкурс), за сквер на вул. Ревуцького[неавторитетне джерело], проти забудови на вул. Бальзака 54-А, біля станції метро «Театральна»[неавторитетне джерело] та метро «Святошино», Пейзажній алеї, Андріївському узвозі та інших.
Проводилися також акції проти вирубки лісів, зокрема проти вирубки Біличанського лісу[неавторитетне джерело].

#### Боротьба за здоровий спосіб життя
Займається боротьбою з точками незаконного продажу алкоголю. Окрім показових штрафів для продавців, що збувають алкогольну продукцію неповнолітнім, активісти користуються і методами «прямої дії»[неавторитетне джерело].
С14 регулярно проводить марші здорової молоді з гаслами «Спорт! Здоров'я! Націоналізм!»[неавторитетне джерело] та спортивні змагання з футболу, волейболу, армреслінгу, бігу тощо[неавторитетне джерело][неавторитетне джерело].
Активісти організовують турніри з жиму штанги, як-от «Український прорив» та «Благодійна качалка», метою яких є збір коштів для української армії[неавторитетне джерело].
Особливого розвитку набув всеукраїнський проєкт «Кубок Молодого футболу»[неавторитетне джерело].

#### Кубок молодого футболу
«Кубок молодого футболу» — всеукраїнський чемпіонат серед школярів, організований формацією С14 у 2013 році. У кожному турнірі брало участь 16 місцевих команд, по 7 гравців у кожній (не старше 18 років).[неавторитетне джерело]
Відбіркові тури відбувалися у Черкасах, Львові, Харкові, Севастополі, Ужгороді, Одесі, Чернігові та Києві[джерело?]. Кожен регіональний турнір присвячено історичному герою, що уславив рідний край.

#### Страйки
С14 підтримала профспілкові страйки на захист трудових прав колективів Броварського алюмінієвого заводу[неавторитетне джерело], активісти брали участь у страйку на Полтавському ГЗК, захопили в 2012-му році офіс ДТЕК Ріната Ахметова[відсутнє в джерелі] для підтримки страйку шахтарів у Луганській області[неавторитетне джерело].
У 2017 році С14 підтримало працівників Куренівського ДЕПО[відсутнє в джерелі], телеканалу «ПравдаТУТ» та Національної опери[відсутнє в джерелі].

#### Громадські організації
Важливий пріоритетний напрямок, який започаткували С14 — створення «Освітньої асамблеї». Вони впроваджують моду на передові технології, знання та самоосвіту як серед активістів, так і в широких масах громадян в цілому[джерело?].
29 січня 2015 року було зареєстровано громадське об'єднання з назвою: "Громадська організація «СІЧ-С14».

### Акції прямої дії
- 11 червня 2017 року групою осіб із С14 було побито Дмитра Петрука — організатора нападу на керівника УІНП Володимира В'ятровича.[61]
- 16 червня 2017 року членами С14, Правого Сектора, Цивільного Корпусу «Азов» було зірвано акцію «Соціалістичного конгресу молоді» проти перейменування проспекту Ватутіна у проспект Шухевича.[6]
- 2 липня 2017 року, члени С14 здійснили напад на журналіста Руслана Коцабу за антиукраїнські висловлювання. Напад стався біля метро Позняки, коли журналіст прямував додому.[62]
- 4 вересня 2017 року у центрі Києва на вулиці Грушевського, 4, учасниками С14 було розгромлено магазин люкс-меблів «Емпоріум», з якого напередодні змили графіті часів Майдану.[63]
- 14 вересня 2017 року, група радикалів здійснила напад на весільний салон, який належить Вікторові Марченку, керівнику організації «Союз радянських офіцерів», учасники якої кликали «Русскую весну»[64]. Радикали розтрощили вітрини весільного салону та розписали його написами «сєпар».[65]
- 25 жовтня 2017 року, члени С14 разом зі «Спілкою ветеранів війни з Росією» здійснили акцію проти водія маршрутного автобуса № 732, який відмовив матері військового у пільговому проїзді.[66]
- 31 жовтня 2017 року невідомі активісти С14 провели акцію проти пам'ятника радянської космонавтки Валентини Терешкової, депутата Держдуми від «Единой России», яка в березні 2014 проголосувала за анексію Кримського півострову, а також входить до числа постатей, що підлягають декомунізації[джерело?].
- 19 січня 2018 року члени C14 завадили проведенню щорічної акції пам'яті правозахисника Станіслава Маркелова та журналістки Анастасії Бабурової, вбитих російськими неонацистами[67]. Бездіяльність поліції щодо забезпечення свободи мирних зібрань у цьому випадку критикувалася українськими правозахисниками[68][69][70].
- 4 травня 2018 року активісти С14 брали участь у громадському затриманні бразильця Рафаеля Лусваргі, що раніше воював на боці ЛНР[71], та передали його СБУ. Після цього Шевченківський суд Києва зобов'язав СБУ відкрити кримінальне провадження проти одного з лідерів С14 Євгена Карася[72].

### Правозахисна діяльність

#### Рух за звільнення політв'язнів
Активісти С14 долучалися до акцій за звільнення політичних в'язнів України.
Серед відомих акцій: участь у кампанії «Свободу Павліченкам», акції на підтримку «васильківських терористів», Віталія Запорожця та інших.
У 2016 році С14 провели успішну кампанію «Свободу патріотам»[неавторитетне джерело] зі звільнення підозрюваних у вбивстві Олеся Бузини Андрія Медведька та Дениса Поліщука. Суд через відсутність доказів слідства відпустили хлопців на волю. У результаті кампанії було проведено понад сотню акцій по всьому світу та марші у 26 містах України. Хода у Києві налічувала близько трьох тисяч осіб.
С14 займається підтримкою й інших багатьох політв'язнів та бійців АТО. Завдяки діям С14 було звільнено грузинського добровольця Георгія Багішвілі, шведського добровольця Андреаса Карлсона[неавторитетне джерело], бійця полку «Миротворець» Дмитра Іващенка та багатьох інших.

#### «Національний центр правозахисту»
Активістами С14 створено «Національний центр правозхисту», який займається розслідуваннями злочинів КДБ[відсутнє в джерелі].

### Акції у зв'язку з Євромайданом

#### Протидія Василю Паскалу
Після затримання Медведька С14 вдалося домогтися люстрації Василя Паскала[джерело?], який під час Майдану очолював зведену групу «УБОП-карний розшук-оперативна служба», які власне і організовували викрадення активістів.
У листопаді 2016 року з'явилась звістка про повернення Василя Паскала на одну з найвищих посад МВС. На знак протесту активісти С14 провели масштабну акцію на Майдані «Реформі настав повний паскал». Вочевидь через піднятий резонанс Паскала так і не відновили на посаді в лавах поліції.

#### «Ніколи знову»
Ініціатива «Ніколи знову» базувалася в захопленому приміщенні Комуністичної партії України.[неавторитетне джерело] Учасники збирали та аналізували документацію КПУ у пошуках інформації про корупційні злочини, акції українофобії, співпрацю з Росією у підготовці до збройного конфлікту.[джерело?]

### Акції у зв'язку з російською агресією

#### Бойкот російського бізнесу
С14 організувало рух «Бойкот російських АЗС» після початку бойових дій на сході України. Кампанія стартувала влітку 2014 року та тривала до вересня того ж року, оскільки зазнала репресій з боку правоохоронних органів. Активісти пропагували активний бойкот російського бізнесу в Україні. Російським АЗС були завдані значні збитки[джерело?], російська компанія «Лукойл» навіть провела ребрендинг і тепер називається «AMIC Energy». Акції цієї ініціативи відбувалися у багатьох містах України, зокрема Луцьку, Дніпрі, Харкові, Одесі, Львові, Борисполі та інших.
Пізніше С14 відновило рух та після кількох акцій у Києві ініціювало Всеукраїнську акцію бойкоту російських фінансових установ, підтриману багатьма містами, народними депутатами та громадськими організаціями.
У рамках кампанії бойкоту російського бізнесу активісти долучалися до блокади російських фур 2016 року.
С14 продовжує регулярно проводити акції по всім містам України. Активісти приділяють більше уваги об'єктам, які маловідомі населенню як російські. Це торговельні центри, магазини одягу, заклади харчування тощо.

#### Волонтерський центр С14
Активісти формації організували «Волонтерський центр С14»,[неавторитетне джерело] що кілька разів ставав об'єктом нападів кримінальних та рейдерських угрупувань[джерело?].

#### Спілка ветеранів війни з Росією
С14 бере участь у діяльності об'єднання бійців АТО «Спілка ветеранів війни з Росією»[неавторитетне джерело]

#### Фронтова газета «Доброволець»
Організація брала участь у видавництві фронтової газети «Доброволець»[неавторитетне джерело]

#### Співпраця з Товариством сприяння обороні України
Активно почали кампанію, яка об'єднала низку рухів та організацій з метою повернути у використання для оборонних цілей сотні об'єктів Товариства сприяння обороні України[джерело?].

## Участь у політиці
Ще з часів протестів за міський простір у Києві в активістів С14 склалися товариські стосунки з Ігорем Луценком[джерело?]. Також іде співпраця з низкою інших депутатів — від «Свободи», Партія «Об'єднання „Самопоміч“», «Укропу», Володимиром Парасюком[джерело?].
С14 долучилася до «Національного маніфесту» про об'єднання зусиль, підписаного 16 березня 2017 року лідерами «Національного корпусу», «Свободи» та «Правого сектора».
На виборах 2014-го року в Київраду активіст C14 Андрій Медведько зайняв 3-тє місце як мажоритарник у Печерському районі[джерело?]. Маючи невеликий штаб і обсяг фінансування кампанії, Андрій обійшов багатьох серйозних конкурентів.

### С14 та партія «Свобода»
З метою політичного прикриття С14 тривалий час взаємодіяли з політичною партією «Свобода». На виборах 2014-го року в Київраду лідер формації С14 Євген Карась зайняв шосте місце у списку до Київради, але «Свобода» набрала голоси лише для 5-ти депутатів.
Завдяки співпраці з ВО «Свобода» активісти уникнули серйозних репресій влади Януковича[джерело?]. Декілька людей були затримані по різних справах (протест проти забудови парку в Києві, знесення пам'ятника Леніну в Полтавській області, закидання сніжками депутатів від КПУ під Верховною Радою).
З літа 2014-го року С14 розірвала стосунки з ВО «Свобода»[джерело?].

## Співпраця з СБУ
В листопаді 2017 року колишній активіст С14 Дмитро Різниченко звинуватив одного з лідерів організації Євгена Карася в роботі на СБУ. За словами Різниченка, 18 лютого 2014 року, коли Карась дав наказ іти з Майдану, щоб сховатися у посольстві Канади, йому подзвонили працівники СБУ. Євген Карась заперечує це і стверджує, що взаємодія з СБУ в них відбувається лише під час полювань на сепаратистів. В березні 2019 року про співпрацю СБУ та С14 заявив міністр внутрішніх справ Арсен Аваков та колишній співробітник СБУ Іван Ступак. За словами останнього, СБУ направляла С14 на виконання певних завдань, які сама СБУ з юридичних причин не могла здійснити.

## Оцінки та критика
Думку про те, що C14 є неонацистською організацією висловлювали різні дослідники пострадянських ультраправих рухів, політологи, а також аналітики, серед яких Андреас Умланд, Антон Шеховцов, Іван Качановський, Кріс Каспар де Плуг, Бранислав Радельїч та В'ячеслав Ліхачов. Ліхачов також вказував на те, що під час Майдану члени C14 оздобили захоплену будівлю КМДА прапорами і графіті, які він вважає неонацистськими і продовжують їх активно використовувати:
Активісти організації використовують кельтський хрест, міжнародний символ неонацистського руху. У написанні назви організації на банерах та ілюстраціях у соціальних мережах використовується графічний символ руни «Тайваз» («Тюр»), стрілочка, спрямована вгору — символ, який використовував «Гітлерюгенд», популярний серед неонацистських молодіжних груп.
Багато оглядачів вважають, що назва організації пішла від праворадикального кодового гасла «14 слів»: «Ми повинні захистити існування нашого народу і майбутнє білих дітей». Дослідники Bellingcat на підтвердження цього вказували, що С14 цитувала це гасло в соцмережах, а під час організації «Кубку молодого футболу» писала, що він «лише для білих дітей». Втім, організація це відкидає. Члени С14 стверджують, що цифра 14 у назві походить із того, що 14 жовтня 2011 року відбулося формування публічної колони на марші УПА на день Покрови. Тоді ж було обрано назву «С14», що читається як Січ, а 14 жовтня як день Святої Покрови, що має оберігати воїнів, дня українського козацтва, вояків УПА та захисника України, тим самим заперечуючи зв'язок між назвою «C14» та праворадикальним символом 14/88, що їм закидають опоненти. Водночас Євген Карась стверджував, що ідея для назви була запозичена в організації Максима Чайки, а тенденцію пов'язувати назву «С14» із 14/88 пояснив тим, що футбольні фанати «для себе теж мали щось бачити — „14 слів“, „збережемо майбутнє білих дітей“», а йому самому «цікаво було, щоб кожен бачив щось своє». На думку дослідника та лівого активіста Дениса Горбача, С14 «свідомо поєднує загальну „здорову патріотичну“ риторику з ледь вловимими натяками, які легко розшифровуються членами субкультури… але не звичайними громадянами».
Окрім того, організацію неодноразово називали неонацистською в пресі, зокрема у Вашингтон пост, The Economist, Al Jazeera, Радіо Свобода, The Guardian, Reuters, Гаарец (Ізраїль), The Nation, Global Politics (Швеція), Global Research News (Канада), La Croix (Франція), Громадське та інших.
Харківська правозахисна група, Український ПЕН, Європейський центр захисту прав ромів, чеська правозахисна організація «ROMEA», британська правозахисна «Hope not Hate», Меморіальний музей Голокосту (США) та інші також називали C14 неонацистами.
30 жовтня 2017 року голова фракції Лейбористської партії у парламенті Великої Британії Джон Краєр вніс на розгляд Палати громад резолюцію, що висловлювала глибоку стурбованість некритичною публікацією в BBC про С14. Стаття називалася такою, що суперечить редакційним цінностям BBC, а С14 — «крайньо-правою організацією з неонацистськими коренями». Резолюцію підписали ще дев'ять депутатів від Лейбористської, Зеленої та Шотландської національної партій.
17 жовтня 2018 року група депутатів Європарламенту внесла на розгляд текст резолюції про засудження зростання неофашистського насильства в Європі, де з-поміж іншого С14 була названа як «неонацистське угруповування», однак через тиждень при прийнятті остаточного тексту резолюції, формулювання «неонацистське» було замінено на «ультраправе».
В листопаді 2017 року колишній активіст С14 Дмитро Різниченко (тепер — націонал-ліберал) також назвав С14 неонацистською організацією.
Представники самої організації відкидають свій зв'язок із неонацистською ідеологією та причетність до тероризму.

### Позов проти «Громадського»
2 липня 2018 року С14 подала позов до Печерського суду Києва на Громадське телебачення з метою визнання публікації, в якій їх назвали неонацистами, «недостовірною, такою, що принижує честь, гідність і ділову репутацію». Причиною став твіт англомовної служби Громадського від 4 травня 2018-го року, де організацію характеризували як «неонацистську». У твіті описувалося як представники С14 силоміць привели бразильського бойовика Рафаеля Лусваргі до СБУ. 
Печерський суд відмовив у розгляді справи, оскільки подібні питання мали розглядатися в господарському суді. Згодом Господарський суд Києва задовольнив позов і зобов'язав «Громадське» спростувати інформацію шляхом публікації рішення суду та стягнути на користь С14 3,5 тис. гривень судового збору. Апеляційний та Верховний суд залишили у силі рішення суду першої інстанції, визнавши що поширена «Громадським телебаченням» інформація С14 «без надання належних підтверджень і доказів зазначеного, є образливою та такою, що виходить за межі виправданої критики». «Громадське» заявило, що буде оскаржувати рішення у Європейському суді з прав людини.

#### Реакція
Рішення Господарського суду м. Києва засудили і розкритикували як у самій Україні, так і за її межами. Зокрема правозахисна ГО «Платформа прав людини», проаналізувавши вердикт суду, дійшла до висновку, що воно порушує принципи у галузі свободи слова, які сформульовані Європейським судом з прав людини, а в ОБСЄ заявили про стурбованість рішенням через створений шкідливий прецедент, що нестиме загрозу незалежній журналістиці.

## Реорганізація
Восени 2019 року Євген Карась заявив про створення нового політичного руху «Суспільство майбутнього», що має об'єднати кілька націоналістичних організацій та груп, серед яких С14, «Фенікс», ветерани добровольчого батальйону ОУН у Львові. В березні 2020 року С14 заявила про перетворення на молодіжне крило руху «Суспільство майбутнього» і перейменування на «Основу майбутнього».

## Матеріали
- В'ячеслав Шрамович (4 липня 2017). Група С14: хулігани, які ловлять сепаратистів. BBC Україна. Архів оригіналу за 4 липня 2017. Процитовано 7 лютого 2017.
- Ірина Штогрін, «С14». Націоналісти-радикали чи неонацисти? [Архівовано 20 березня 2018 у Wayback Machine.] // Радіо Свобода, 19 березня 2018
- В.Бурлакова, В.Кіртока, Лідер С14 Євген Карась: «Багато хто з активістів боявся їхати до Крисіна додому. Ще до Майдану він убив свого особистого охоронця. Це справжній чорт» [Архівовано 2 квітня 2018 у Wayback Machine.] // Цензор.нет, 28 березня 2018